# Пудинг
Пудинг (на английски: pudding) е вид английска храна, която може да е или десерт, или солено ястие.
Във Великобритания и Общността на нациите пудинг може да е както сладко, така и солено ястие. Обикновено днес под пудинг се разбира десертният вариант на ястието. Десертният пудинг е гъст, сравнително хомогенен десерт на основата на нишесте и млечни продукти, със или без добавени съставки, като например сушени плодове при коледния пудинг. Соленият пудинг може да е йоркширски пудинг, черен пудинг или друг.
В САЩ и някои части на Канада под пудинг обикновено се разбира сладък млечен десерт, подобен по консистенция на яйчен крем или мус.
Понякога като пудинг бива класифициран и сутляшът.

## Етимология
Счита се, че думата пудинг произлиза от френското boudin, което от своя страна произлиза от латинското botellus, означаващо „малка наденица“, отнасящо се за обвитите меса, използвани в средновековните европейски пудинги.

## История
Съвременната употреба на думата пудинг за обозначаване основно на десерти е еволюирала през времето от почти изключителното използване на термина за описване на солени ястия, по-конкретно тези, направени чрез процес, подобен на този, използван при наденичките, където месото и другите съставки в почти течна форма са обвивани и след това опушвани или сварявани. Най-известните примери, които са се запазили и до днес, са черен пудинг, който е бил любим на крал Хенри VIII, йоркширски пудинг и хагис.

## Печен, пушен и варен пудинг
Първоначалният пудинг е бил правен от смесването на различни съставки със зърнен продукт или друг сгъстител като масло, брашно или яйца, което води до твърда смес. Такива пудинги се пекат, пушат или варят. Според съставките, такъв пудинг може да бъде сервиран като част от основното ястие или като десерт.
Варен или пушен пудинг е бил често срещано основно ястие на корабите в Кралските ВМС през 18 и 19 век. Пудингът е бил основното ястие, в което се използвали дневните дажби от брашно и лой.
Пушените пайове, съставени от пълнеж, напълно обвит от сладкарска мазнина, също се наричат пудинги. Те могат да бъдат сладки или солени.

## Кремообразен пудинг
Вторият и по-нов вид пудинг е съставен от захар, мляко и сгъстяващ агент като царевично нишесте, желатин, яйца, ориз или тапиока, за да се създаде сладък, кремообразен десерт. Тези пудинги се правят или чрез варене в тенджера или чрез печене във фурна. Тези десерти лесно загарят на огън, поради което често се използват двойни тенджери. В днешно време също се използват и микровълнови печки, за да се заобиколи този проблем.
Кремообразните пудинги обикновено се сервират охладени, но някои като сабайон и мляко с ориз се сервират и топли. Инстантните пудинги не изискват варене и, следователно, могат да бъдат приготвяни по-бързо. Тази пудингова терминология е широко разпространена в Северна Америка и някои европейски държави, освен Великобритания, където се счита за яйчен крем.